# Новые Чукалы (Чувашия)
Но́вые Чука́лы (чув. Ҫӗнӗ Чукал) — деревня в Шемуршинском районе Чувашской Республики России. Административно подчинена Чукальскому сельскому поселению.

## География
Деревня находится на реке Чукалы (приток Чёрной Бездны) в 30 км к юго-западу от села Шемурша, в 42 км к юго-востоку от Алатыря, в 187 км к югу от Чебоксар. На северо-западе к деревне примыкает деревня Русские Чукалы. Имеется подъездная дорога от Бичурги-Баишево (через Старые Чукалы)

## История
При создании Симбирского наместничества в 1780 году, деревня Новых Чукал, крещеных чуваш, вошла в состав Буинский уезд. 
В 1859 году деревня Новые Чувашские Чукалы входила в 1-й стан Бунского уезда Симбирской губернии.

## Религия
В деревне есть церковь. Основная часть населения исповедует православное христианство.